# Parachutisme libre
Le parachutisme libre est une discipline de parachutisme de compétition où un membre d'une équipe de deux personnes effectue des manœuvres acrobatiques en chute libre tandis que l'autre le filme,.

## Histoire
Les premières compétitions internationales de parachutisme ont eu lieu en 1990 et ont été organisées par la World Freestyle Federation. En 1995, ce sport avait gagné en popularité dans le monde entier et 62 équipes de plus de 24 pays y participaient. Elle a rapidement cédé la place à la Coupe du monde de parachutisme en 1996. Le freestyle a été interprété pour la première fois par Deanna Kent et d'autres personnes dans le film "From the Wings Came Flight" (1989) de son mari Norman Kent. Il est devenu une discipline de parachutisme de compétition au début des années 1990 et est devenu un sport officiel de la FAI en 1996.

## Pratique intérieure

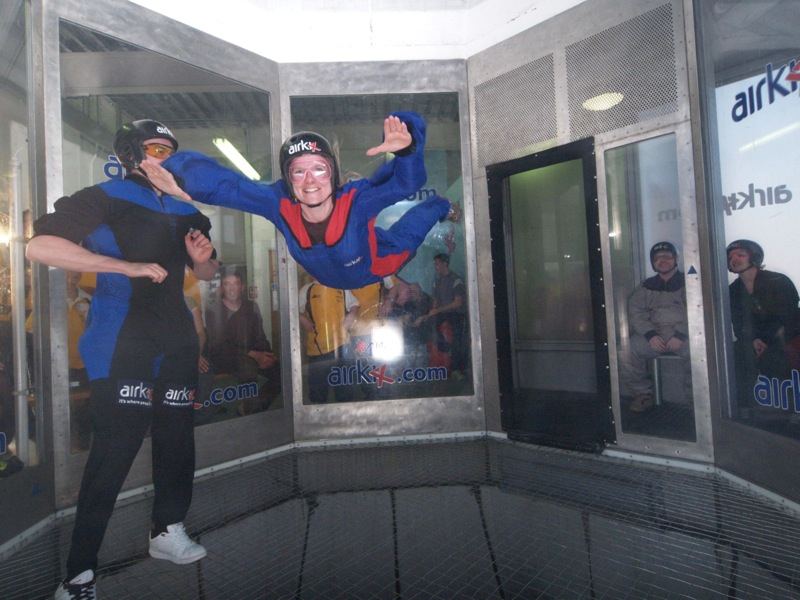
Formation en soufflerie verticale indoor.

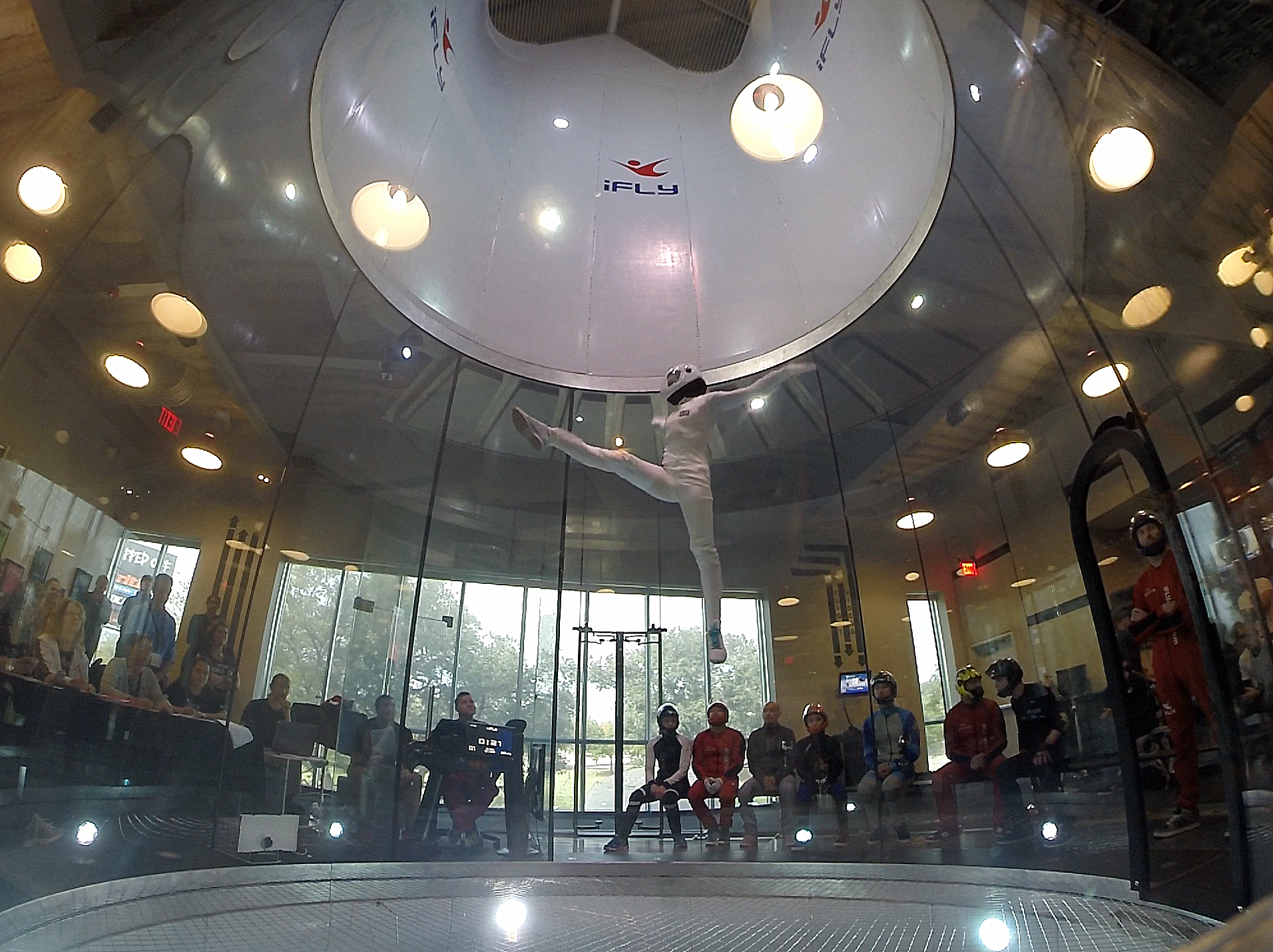
Un compétiteur de parachutisme indoor freestyle.

Le parachutisme libre en salle est une autre forme de ce sport, rendue possible par le développement des souffleries verticales depuis 1964.
Amy Watson a été inscrite dans le livre Guinness des records du monde à l'âge de 11 ans pour ses 44 rotations horizontales complètes en une minute.
Le parachutisme en salle se fait généralement en musique. En apparence doux et faciles, les mouvements exigent une grande force et un grand contrôle. Le programme comprend des mouvements de gymnastique, des triplets de ballet, des flips, des vrilles et des grands écarts.

### Compétitions
Des compétitions basées sur le parachutisme en salle ont vu le jour, comme la Coupe du monde FAI de parachutisme en salle depuis 2015 et les Windoor Wind Games depuis 2014,. Des efforts sont également déployés pour l'intégration du bodyflying aux Jeux olympiques.